# Francisco de Ibarra

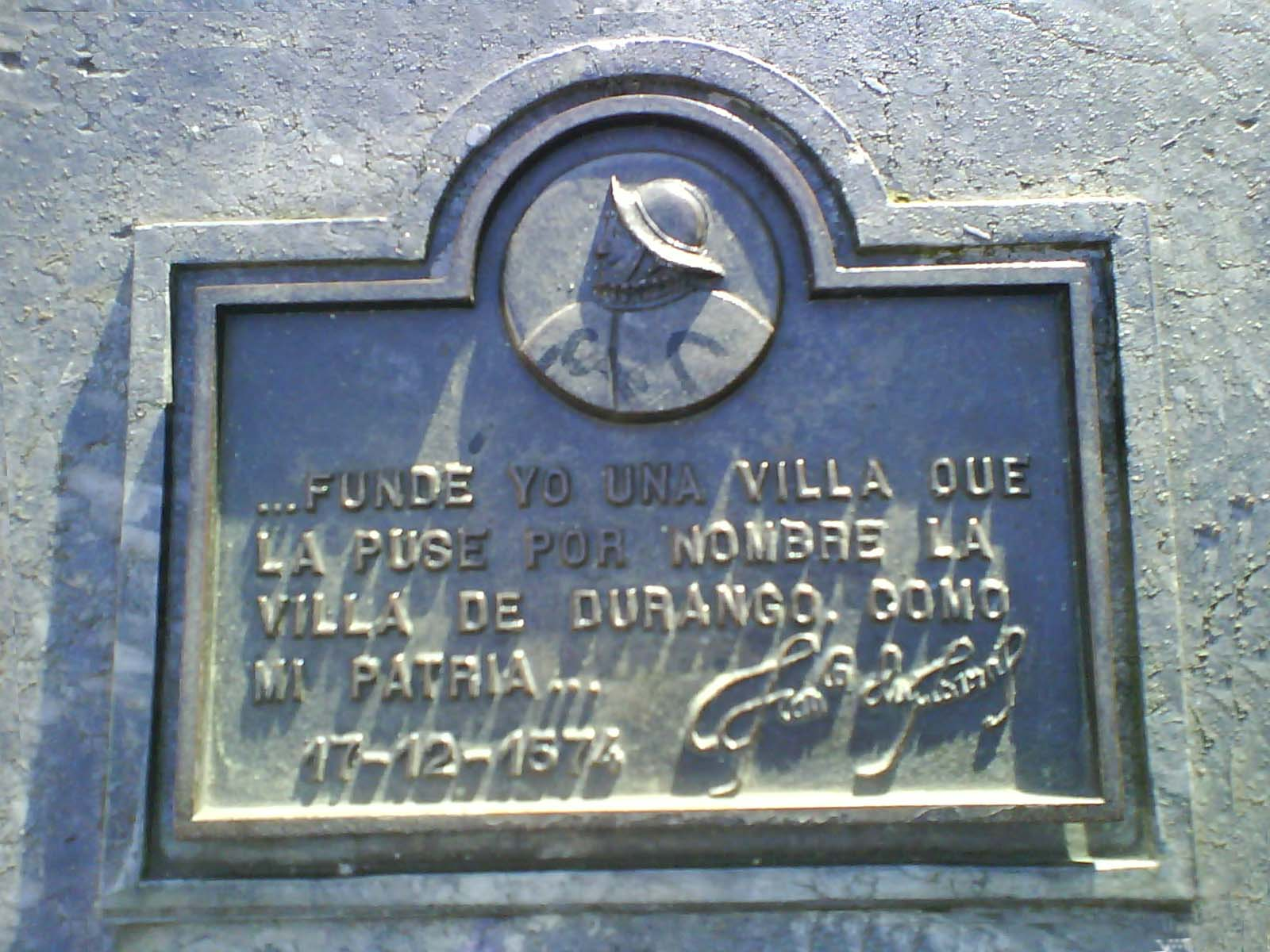
Plaque commémorative de la fondation de la ville de Durango au Mexique. Cette plaque est posée sur le bâtiment dédié aux trois Durango à Durango au Pays basque en Espagne.

Francisco de Ibarra (Eibar 1539? - Pánuco 1575) était un conquistador basque-espagnol. Il explora et conquit une partie du territoire du nord du Mexique. Il fonda Villa de Durango, actuellement nommée Victoria de Durango, la capitale de l'État mexicain de Durango.
En 1562, il fut nommé, par le vice-roi de Nouvelle-Espagne Luis de Velasco, gouverneur et capitaine général de la Nouvelle-Biscaye et confirmé gouverneur à vie par le roi Philippe II d'Espagne en 1574, avec le droit de désigner lui-même son successeur.

## Biographie
Francisco de Ibarra est né vers 1534 à Eibar, Gipuzkoa, au Pays basque espagnol. Vers 15 ans, il va au Mexique, et sur la recommandation et le financement de son oncle, le conquistador et riche propriétaire de mines, Diego de Ibarra, Francisco est placé à la tête d'une expédition pour explorer le nord-ouest de Zacatecas en 1554. Le jeune Francisco note des gisements d'argent à proximité de l'actuelle Fresnillo, mais il continue son chemin. Il explore les territoires plus reculés et fonde les villes de San Martín et Avino, où les mines d'argent font de lui un propriétaire de mine de plein droit.
En 1562, Ibarra dirige une autre expédition afin de pousser plus loin l'exploration au nord-ouest du Mexique. En particulier, il cherche la ville d'or légendaire de Copala (aussi appelé Cibola). Il ne trouve pas le trésor mythique, mais explore et conquiert ce qui est maintenant l'État mexicain de Durango. Ibarra est nommé gouverneur de la province nouvellement formée de Nueva Vizcaya (Nouvelle-Biscaye) en 1562, et l'année suivante, il fonde la ville de Durango, sa capitale.
En 1564, à la suite de rumeurs de riches gisements minéraux, Francisco de Ibarra traverse la Sierra Madre occidentale pour conquérir ce qui est maintenant le sud du Sinaloa. Des prospecteurs découvrent des veines d'argent dans le nouveau territoire, et en 1565, Ibarra fonde les villes de Copala et Pánuco.
Les soldats sous le commandement de Ibarra explorent le nord de Durango en 1567, et fonde la ville de Santa Bárbara dans l'actuel Chihuahua pour exploiter l'argent qu'ils y ont trouvé.
Francisco de Ibarra décède le 3 juin 1575 à Pánuco, au Sinaloa, l'une des villes minières d'argent qu'il a fondée.